# Павиљон принца Фелипеа
Павиљон принца Фелипеа (шп. Pabellón Príncipe Felipe) је вишенаменска дворана у Сарагоси, Шпанија. Арена има 12.000 седећих места и данас се користи углавном за кошаркашке и рукометне утакмице клубова из Сарагосе.

У дворани је 1999. године одржано фниале Сапорта купа у коме је Бенетон из Тревиза победио Памесу из Валенсије. 

На светском првенству у рукомету које ће се 2013. године одржати у Шпанији, угостиће утакмице групе Ц, као у неке од утакмица осмине и четвртфинала.